# Csanád, Arad és Torontál k.e.e. vármegye

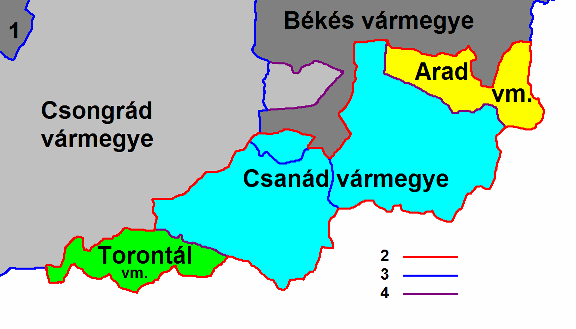
1 Pest-Pilis-Solt-Kiskun vm., 2 Csanád, Arad és Torontál k.e.e.vm. 1923-1945, 3 mai megyehatár, 4 megyszűnt 1914-es megyehatár

Csanád, Arad és Torontál közigazgatásilag egyelőre egyesített (k.e.e.) vármegye az 1923. évi XXXV. tc. rendelkezései alapján jött létre Arad vármegye és Torontál vármegye Magyarországon maradt területrészeinek, továbbá a szinte teljes egészében Magyarországon maradt Csanád vármegyének az összevonásával. A törvény szerint a megye székhelye Makó volt és hat járásra oszlott, ezek egyike azonban 1932-ben megszűnt.
A megye nevét 1945-ben a második világháború végén megkötött fegyverszünet nyomán egyszerűsítették, kifejezve ezzel a revíziós célkitűzésekről való lemondást is, a három megyerészt véglegesen Csanád vármegye néven egyesítve. Ugyanakkor elrendelték az egykor Arad vármegyéhez tartozott Elek községnek Békéshez csatolását, aminek tényleges végrehajtása 1946-ban történt meg, ennek következtében pedig megszűnt az Eleki járás, a megye járásainak száma így négyre csökkent. A vármegye elnevezése 1949-ben tovább egyszerűsödött, Csanád megye lett, azonban hamarosan meg is szűnt, amikor az 1950-es megyerendezés során, területét 1950. március 16-án felosztották Békés és Csongrád megyék között.

## Közigazgatás

### Járási beosztás
Csanád, Arad és Torontál k.e.e. vármegye a létrehozásáról intézkedő törvény alapján hat járásra oszlott, ezek közül egy-egy volt az egykori Arad, illetve Torontál vármegye területén, a megye megszűnéséig a járások száma kettővel csökkent. A járások az alábbiak voltak (zárójelben a székhely).
1. Battonyai járás (Battonya)
2. Eleki járás (Elek) (Arad vármegyéből, 1946-ban megszűnt)
3. Központi járás (Makó)
4. Mezőkovácsházi járás (Mezőkovácsháza)
5. Nagylaki járás (Csanádpalota) (1932-ben megszűnt)
6. Torontáli járás (Kiszombor) (Torontál vármegyéből)

A Nagylaki járás 1932-ben beolvadt a Központi járásba, 1945-ben a megye neve Csanád vármegyére változott, 1946-ban pedig az Eleki járás úgy szűnt meg, hogy magát Eleket Békés vármegyéhez, azon belül a Gyulai járáshoz csatolták. 1950-ben, megszűnése előtt tehát Csanád vármegyének már csak négy járása volt.

### Városai
A vármegyéhez egyetlen rendezett tanácsú város tartozott (1930-tól az elnevezés megyei város volt), a megyeszékhely, Makó.